# Raí Lopes
Raí Lopes de Oiveira (São João da Barra, 28 marzo 2000) è un calciatore brasiliano, difensore dello Sheriff Tiraspol.

## Carriera
Dopo aver militato nell'accademia giovanile della sua città natale, nel 2020 firma per l'Americano, con cui esordisce nel Campionato Carioca. L'anno successivo viene acquistato dal Fluminense, che lo gira in prestito dapprima al Bangu, successivamente al Confiança. Con queste ultime compagini, esordisce nei campionato nazionali di Serie D e Serie C. 
Nel 2023, lascia definitivamente il Fluminense e milita brevemente tra le file del Remo, successivamente per il Figueirense, con cui disputa il campionato di Serie C nazionale. L'anno successivo firma per il Novo Hamburgo.
Nell'aprile del 2024, sbarca in Europa firmando per la formazione bielorussa della Dinamo Minsk, con la quale vince da titolare il suo primo titolo, ossia il massimo campionato nazionale, oltre ad esordire nelle competizioni europee per club. L'anno successivo, firma per lo Sheriff Tiraspol, formazione della massima serie moldava.

## Palmarès

### Club

#### Competizioni nazionali
- Perša Liha: 1

Dinamo Minsk: 2024
- Coppa di Moldavia: 1

Sheriff Tiraspol: 2024-2025